# روسكو روبنسون
روسكو روبنسون (بالإنجليزية: Roscoe Robinson)‏ هو مغني أمريكي، ولد في 22 مايو 1928.

## وصلات خارجية
- روسكو روبنسون على موقع ميوزك برينز (الإنجليزية)
- روسكو روبنسون على موقع ديسكوغز (الإنجليزية)